# Naméo et le Messager
Naméo et le Messager est un court métrage français de science-fiction réalisé par Albert Jaonison sorti en 2015.
Le film est projeté au Festival de Cannes en 2015 dans le cadre du Short Film Corner.

## Distribution
- David Chatelain : Soldat Ager
- David Chour : Clres
- Maïk Darah : Général Amanda Marcus
- Bruno Henry : Colonel Cazenave
- Anthony Kapola : Nameo
- Marie Lussignol : Nato